# Labeo annectens
Espèce
Statut de conservation UICN

 LC  : Préoccupation mineure
Labeo annectens est une espèce de poisson du genre Labeo appartenant à la famille des cyprinidés.